# Fara Vicentino
Fara Vicentino é uma comuna italiana da região do Vêneto, província de Vicenza, com cerca de 3 810 habitantes.  Estende-se por uma área de 15 km², tendo uma densidade populacional de 254 hab/km². Faz fronteira com Breganze, Lugo di Vicenza, Mason Vicentino, Molvena, Salcedo, Sarcedo, Zugliano.

## Demografia
| Variação demográfica do município entre 1861 e 2011                               |
|                                                                                   |
| Fonte: Istituto Nazionale di Statistica (ISTAT) - Elaboração gráfica da Wikipedia |